# Ehretia moluccana
Ehretia moluccana là loài thực vật có hoa trong họ Ehretiaceae. Loài này được Riedl mô tả khoa học đầu tiên năm 1994.